# Ty jsi král
Ty jsi král è il secondo singolo della cantante pop rock ceca Ewa Farna estratto dal quinto album di studio Virtuální. Il singolo è stato pubblicato in memoria a Michael Jackson.